# Столбово (Звонська волость)
Столбово (рос. Столбово) — присілок в Опочецькому районі Псковської області Російської Федерації.
Населення становить 19 осіб. Входить до складу муніципального утворення Глубоковська волость.

## Історія
Від 2015 року входить до складу муніципального утворення Глубоковська волость.

## Населення
| 2001 | 2002 | 2010 | 2013 | 2014 | 2015 | 2016 |
| ---- | ---- | ---- | ---- | ---- | ---- | ---- |
| 28   | ↘23  | ↘9   | ↗22  | →22  | ↘18  | ↗19  |